# Заблоцький Віталій Петрович
Заблоцький Віталій Петрович (нар. 14 березня 1960, селище Донське, Волноваський район, Донецька область) — український політик. Народний депутат України 5-го та 6-го скликань від Партії регіонів. Доктор філософських наук, професор.

## Життєпис
У 1977—1978 роках — учень монтера, електромонтер телефонного зв'язку та лінійних споруд Бердянського заводу скловолокна.
Закінчив Донецький державний університет, історичний факультет (1978—1983), історик, викладач історії та суспільствознавства.
У 1983 році працював вчителем історії та суспільствознавства середньої школи № 15 міста Бердянська Запорізької області.
З 1983 до 1985 року служив у радянській армії.
У 1985—1987 роках — учитель історії та суспільствознавства середньої школи № 6 міста Авдіївки Донецької області.
У 1987—1998 роках — асистент, доцент кафедри філософії та політології Донецького державного комерційного інституту. Кандидатська дисертація «В.В.Берві-Флеровський у російському визвольному русі» (1990). На початку 1990-х років був одним із лідерів «Интердвижения Донбасса».
У 1998—1999 роках — доцент кафедри релігієзнавства та філософії Донецького державного інституту штучного інтелекту.
У 1999—2003 роках — доцент, професор кафедри соціально-гуманітарних дисциплін Донецької державної академії управління. Докторська дисертація «Сучасний лібералізм: соціально-філософський аналіз» (2002).
У 2005—2006 роках — помічник-консультант народного депутата України.
Народний депутат України 5, 6-го скликань з 04.2006 по .11.2007 та з 10.03.2010 по 10. 12.2012 від Партії регіонів.

## Науковий доробок
Автор (співавтор) близько 200 наукових праць, зокрема брошур, монографій: «Лібералізм: ідея, ідеал, ідеологія» (2001), «Суспільство в період традиції: український контекст» (2002, співавтор), «Основи демократії» (2002, співавтор), «Соціологія» (2006, співавтор), «Політологія» (2006, співавтор), «Філософський енциклопедичний словник» (2002, автор 40 статей), «Філософія освіти» (2019, співавтор). Доктор філософських наук.

## Родинні зв'язки
- батько — Петро Іванович (1927—2004) — юрист;
- мати Людмила Федорівна (1926—2013) — інженер-будівельник, пенсіонер;
- дружина Кіра Володимирівна (1963) — історик, докторант Інституту вищої освіти АПНУ;
- син Андрій (1986);
- дочка Юлія (1991).